# إديسون مافلا
إديسون مافلا (بالإسبانية: Edison Mafla)‏ هو لاعب كرة قدم كولومبي في مركز الوسط، ولد في 14 أغسطس 1974 في Florida, Valle del Cauca ‏ في كولومبيا. شارك مع منتخب كولومبيا لكرة القدم. أما مع النوادي، فقد لعب مع أليانزا ليما وأمريكا دي كالي وإنديبنديينتي سانتا في وديبورتيفو كالي ونادي أوكاس ونادي أونيفرسيداد دي تشيلي ونادي فياريال.

## وصلات خارجية
- إديسون مافلا على موقع الاتحاد الدولي (مؤرشف)  (الإنجليزية)
- إديسون مافلا على موقع قاعدة بيانات كرة القدم.إي يو (الإنجليزية)
- إديسون مافلا على موقع ناشيونال فوتبول تيمز (الإنجليزية)
- إديسون مافلا على موقع عالم كرة القدم.نت (الإنجليزية)